# أحمد محمد (رباع)
أحمد محمد هو رباع مصري، ولد في 27 أبريل 1988.

## وصلات خارجية
- أحمد محمد على موقع الاتحاد الدولي (الإنجليزية)
- أحمد محمد على موقع اللجنة الأولمبية الدولية (الإنجليزية)
- أحمد محمد على موقع أوليمبيديا (الإنجليزية)